# Magnolia compressa
Magnolia compressa este o specie de plante din genul Magnolia, familia Magnoliaceae, descrisă de Carl Maximowicz. Conform Catalogue of Life specia Magnolia compressa nu are subspecii cunoscute.